# マイケル・ヤゴシュ
マイケル・ヤゴシュ（Michael Jagosz、1965年12月13日 - 2014年3月9日）は、アメリカのミュージシャン、ボーカリスト。LAメタルバンド、L.A.ガンズのオリジナル・メンバー

## 経歴
1965年、カリフォルニア州ロサンゼルスで生まれる。ロニー・ジェームス・ディオ、イアン・ギラン、ロブ・ハルフォードに影響を受ける。高校生の時にロブ・ガードナーに出会い、16歳の時にガードナー、トレイシー・ガンズ、ダニー・タルらとパイラス(Pyrrhus)を結成する。
その後、タルに代わってオーレ・ビーチが加入し、1983年にバンドはL.A.ガンズ (L.A.Guns)と改名して活動する。しかし、ヤゴシュはバーでの暴行事件により逮捕され、1984年10月に元ハリウッド・ローズのウィリアム・ベイリー(後のアクセル・ローズ)が加入するが、1週間後に出所してバンドに復帰する。翌年、EPアルバム『コレクターズ・エディション No.1』のリリース直後に脱退。
L.A.ガンズ脱退後は、アバトワール、エデン、ストーンハートなどのバンドで活動する。
2011年ののインタビューで、ヤゴシュは「ウィリアム・ベイリーがグループにいたのはたった2週間だった。 俺は彼にレッスンをしようとしたんだが、彼は最低な奴だった。 「最も成功しそうにない男」だと思った。半年以上も自分の実家で暮らして、自分達から金を巻き上げて、ヘロインをやるホモ野郎だった。 金のためにゲイの男たちにケツの穴を売ってたんだ。 だけど彼は7000万ドルを稼いだ。 彼は本当にクズな寄生虫だった。 本物のクソ野郎だ」とL.A.ガンズ時代のアクセルを非難した。
2014年3月9日、心臓弁膜症により死去。享年48。同年の4月1日に告別式が行われた。

## ディスコグラフィー
L.A.ガンズ
- コレクターズ・エディション No.1 (1985)